# Attentat de 2024 à la gare de Quetta
L’attentat de 2024 à la gare de Quetta survient le 9 novembre 2024 lorsqu'au moins 32 personnes sont tuées et 62 autres blessées dans un attentat suicide à la gare de Quetta (en), au Baloutchistan, au Pakistan,. L'Armée de libération du Baloutchistan (BLA), un groupe terroriste désigné par l'ONU, revendique la responsabilité de l'attentat suicide. Il s'agit de la première fois que la BLA attaque le centre de Quetta.

## Contexte

La gare de Quetta en 2023.

La gare de Quetta est un important centre de transport à Quetta et l'une des plus grandes gares de la province du Baloutchistan.

## Attentat
Vers 8 h 25, un kamikaze fait exploser un engin explosif sur un quai bondé près du guichet de la gare, où 150  à   200 personnes attendent de monter à bord d'un train à destination de Rawalpindi. L'explosion endommage le toit du quai et détruit un stand de thé. Au moins 32 personnes sont tuées, dont des soldats et des employés des chemins de fer, et 62 autres sont blessées. Plusieurs des victimes sont transportées à l'hôpital dans un état critique.
L'Armée de libération du Baloutchistan, un groupe ethnique sécessionniste, publie une déclaration revendiquant la responsabilité de l'attentat, affirmant qu'il est perpétré par la brigade Majeed (en) du groupe. Le groupe déclare qu'il vise des soldats, que l'inspecteur général de la police du Baloutchistan, Moazzam Jah Ansari (en), décrit comme étant de l’École d'infanterie (en). Le Département de lutte contre le terrorisme (en) signale que le kamikaze transporte 8 à 10 kilogrammes de matière explosive dans un sac.

## Victimes
32 personnes, dont le terroriste, sont tuées dans l'attentat et 62 autres sont blessées. Les restes du kamikaze sont soumis à des tests ADN pour identification. Vingt-quatre des victimes sont transférées à l'hôpital militaire combiné (en) (CMH) et 13 au centre de traumatologie. Les responsables de l'hôpital déclarent que 25 patients blessés ont reçu des soins initiaux avant de pouvoir quitter l'hôpital.

## Auteur
Le 10 novembre 2024, l'Armée de libération du Baloutchistan publie une photo du kamikaze et l'identifie comme étant Muhammad Rafiq Bizenjo. Bizenjo rejoint la BLA en 2017 sous le pseudonyme de "Washen" et se porte volontaire pour un attentat suicide en 2023. Il rejoint et suit une formation au sein de la brigade Majeed pendant plus d'un an,.

## Conséquences
Deux trains de la gare, le Jaffar Express (en) et le Bolan Mail (en), sont suspendus pendant quatre jours après l'attentat pour des raisons de sécurité.
Le gouvernement du Baloutchistan (en) décrète trois jours de deuil du 11 au 13 novembre, tandis que les mesures de sécurité sont considérablement renforcées à Quetta.

## Réactions
L'attaque est condamnée par le ministre en chef du Baloutchistan, Sarfraz Bugti (en), le président de l'Assemblée nationale du Pakistan, Sardar Ayaz Sadiq, et le Premier ministre pakistanais, Shehbaz Sharif, ainsi que par les ministères des Affaires étrangères d'Afghanistan, d'Iran, du Sri Lanka, des Émirats arabes unis,, de Jordanie, de l'État de Palestine et de Turquie, ainsi que par la mission américaine au Pakistan. Les dirigeants mondiaux et les diplomates, dont le président russe Vladimir Poutine, le Premier ministre malaisien Anwar Ibrahim, le secrétaire général des Nations unies, António Guterres, et la haute-commissaire britannique, Jane Marriott (en), présentent leurs condoléances et condamnent l'attaque.